# Audiencia Provincial de Ávila
La Audiencia Provincial de Ávila es un tribunal de justicia que ejerce su jurisdicción sobre la provincia de Ávila.
Conoce de asuntos civiles y penales. Cuenta con una sección civil y penal (1).
Tiene su sede en el palacio de Justicia de Ávila ubicado en el palacio de Blasco Nuñez Vela de la capital abulense. El actual presidente de la Audiencia Provincial de Ávila es, desde 2016, Javier García Encinar.